# James W. Singleton
James Washington Singleton (* 23. November 1811 in Paxton, Frederick County, Virginia; † 4. April 1892 in Baltimore, Maryland) war ein US-amerikanischer Politiker. Zwischen 1879 und 1883 vertrat er den Bundesstaat Illinois im US-Repräsentantenhaus.

## Werdegang
James Singleton besuchte die Winchester Academy in Virginia. Im Jahr 1834 zog er nach Mount Sterling in Illinois. Er studierte Medizin und praktizierte für einige Zeit als Arzt. Nach einem Jurastudium und seiner 1838 erfolgten Zulassung als Rechtsanwalt begann er in Mount Sterling in diesem Beruf zu arbeiten. Außerdem betätigte er sich in der Landwirtschaft. Im Jahr 1844 wurde Singleton Brigadegeneral in der Staatsmiliz von Illinois. In dieser Eigenschaft wurde er in den sogenannten Mormonenkrieg verwickelt, in dem er eine undurchsichtige Rolle spielte. Gleichzeitig schlug er als Mitglied der Demokratischen Partei eine politische Laufbahn ein. In den Jahren 1847 und 1861 war er jeweils Delegierter auf Versammlungen zur Überarbeitung der Staatsverfassung. Von 1850 bis 1854 sowie im Jahr 1861 saß er als Abgeordneter im Repräsentantenhaus von Illinois. Seit 1854 lebte er in Quincy. Im Jahr 1868 kandidierte er noch erfolglos für den Kongress. Singleton stieg auch in das Eisenbahngeschäft ein und war am Bau mehrerer Linien beteiligt. Schließlich wurde er Präsident zweier Eisenbahngesellschaften.
Bei den Kongresswahlen des Jahres 1878 wurde Singleton im elften Wahlbezirk von Illinois in das US-Repräsentantenhaus in Washington, D.C. gewählt, wo er am 4. März 1879 die Nachfolge von Robert M. Knapp antrat. Nach einer Wiederwahl konnte er bis zum 3. März 1883 zwei Legislaturperioden im Kongress absolvieren. Nach dem Ende seiner Zeit im US-Repräsentantenhaus arbeitete Singleton auf seiner Farm in der Landwirtschaft. Um das Jahr 1891 zog er nach Baltimore, wo er am 4. April 1892 starb. Er wurde in Winchester beigesetzt.